# Municipio VIII (2013)
Pour l’article homonyme, voir Municipio VIII (2001-2013).
Le  Municipio VIII, dit Appia Antica, est une subdivision administrative de Rome située au sud-est de la ville.

## Historique
En mars 2013, il remplace l'ancien Municipio XI sur le même territoire.

## Subdivisions
Il est divisé en neuf zones urbanistiques :
- 11a - Ostiense
- 11b - Valco San Paolo
- 11c - Garbatella
- 11d - Navigatori
- 11e - Tor Marancia
- 11f - Tre fontane
- 11g - Grottaperfetta
- 11x - Appia Antica Nord
- 11y - Appia Antica Sud

## Politique et administration

### Municipalité
Le municipio est dirigé par un président et un conseil de 24 membres élus au suffrage direct pour cinq ans.

### Présidents
| Période                   | Nom              | Parti politique             | Notes                        |
| ------------------------- | ---------------- | --------------------------- | ---------------------------- |
| 2013-2016                 | Andrea Catarci   | Gauche, écologie et liberté |                              |
| 2016-2017                 | Paolo Pace       | Mouvement 5 étoiles         | Démissionnaire en avril 2017 |
| 21 avril 2017 - juin 2018 | Virginia Raggi   | Mouvement 5 étoiles         | Maire de Rome, commissaire   |
| Depuis le 10 juin 2018    | Amedeo Ciaccheri | Liste Super 8               | Réélu en octobre 2021        |